# Adolf Mahlmann

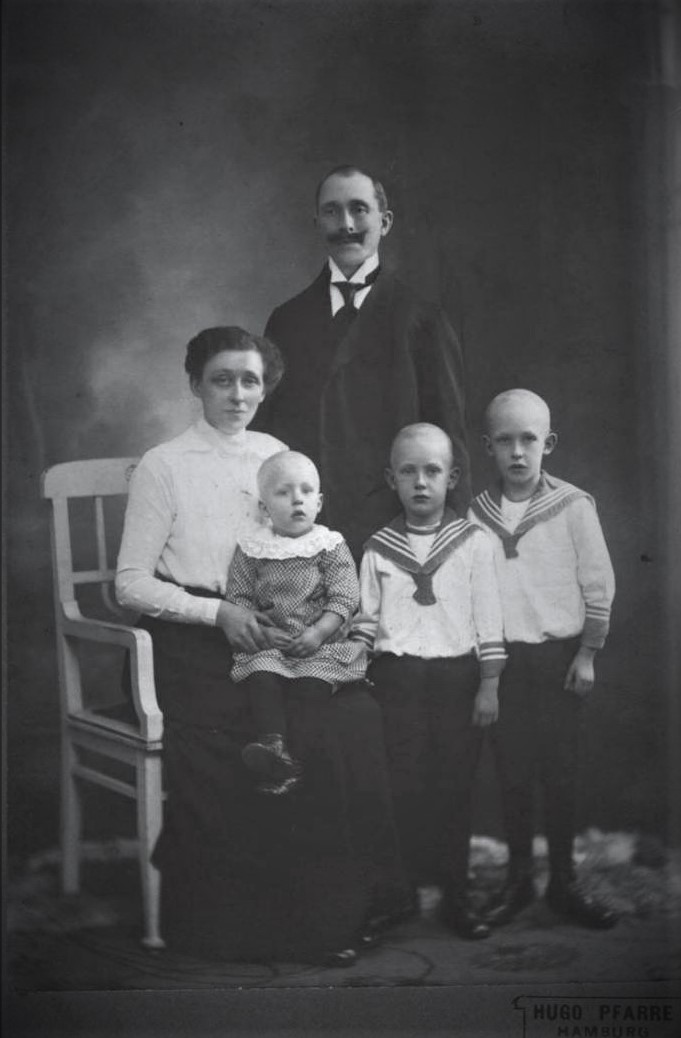
Adolf Mahlmann mit Frau Helene und den Kindern Kurt, Hans und Wilhelm (von links) vor 1918. Tochter Gertrud wurde 1919 geboren

Adolf Mahlmann (* 6. August 1876 in Bielefeld; † 28. Februar 1945 im KZ Buchenwald) war ein deutscher kommunistischer Widerstandskämpfer gegen den Nationalsozialismus und NS-Opfer. Sein Sohn Hans war Angehöriger der Gruppe Ulbricht.

## Leben und Beruf
Mahlmann entstammte einer westfälischen Familie. Nach dem Besuch der Volksschule erlernte er den Beruf des Malers und Anstreichers und war zwei bis drei Jahre auf der Walz durch Deutschland, die Schweiz, Österreich, Italien, Frankreich; während der Wanderschaft war er bereits sozialdemokratisch und gewerkschaftlich aktiv. 1908 heiratete er Helene Mahlmann, geb. Grashorn (1878–1959), Sohn Hans wurde 1911 geboren. Adolf Mahlmann trat in die Sozialdemokratische Partei Deutschlands (SPD) ein. 1917 wurde er Mitglied der USPD, danach des Spartakusbundes. Er war Mitglied des Arbeiter- und Soldatenrates in Essen. Auf der Suche nach Arbeit ging er nach Hamburg und betätigte sich in der Zeit der Weimarer Republik gegen den aufkommenden Faschismus. Mahlmann war einer der Mitbegründer der Hamburger KPD und beteiligte sich 1923 am Hamburger Aufstand. Dadurch verlor er seine Arbeit. Im DDR-Spielfilm „Ernst Thälmann – Sohn seiner Klasse“ über dem Hamburger Aufstand gibt es eine Szene, in der Mahlmann in der Rolle eines Überbringer einer Nachricht dargestellt wird. Auch in der folgenden Zeit fand er nur kurzzeitige Lohnarbeit. Von Herbst 1919 bis 1924 war er Stadtteilleiter der KPD in Hamburg-Eppendorf.

## Leben im Widerstand

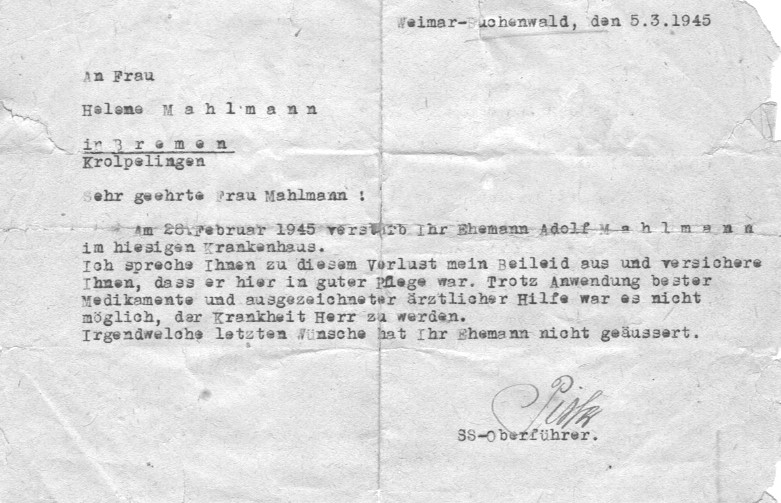
Mitteilung der SS vom 5. März 1945 über den Tod von Adolf Mahlmann

Stolperstein Adolf Mahlmann in Hamburg-Nord in der Kegelhofstraße 24

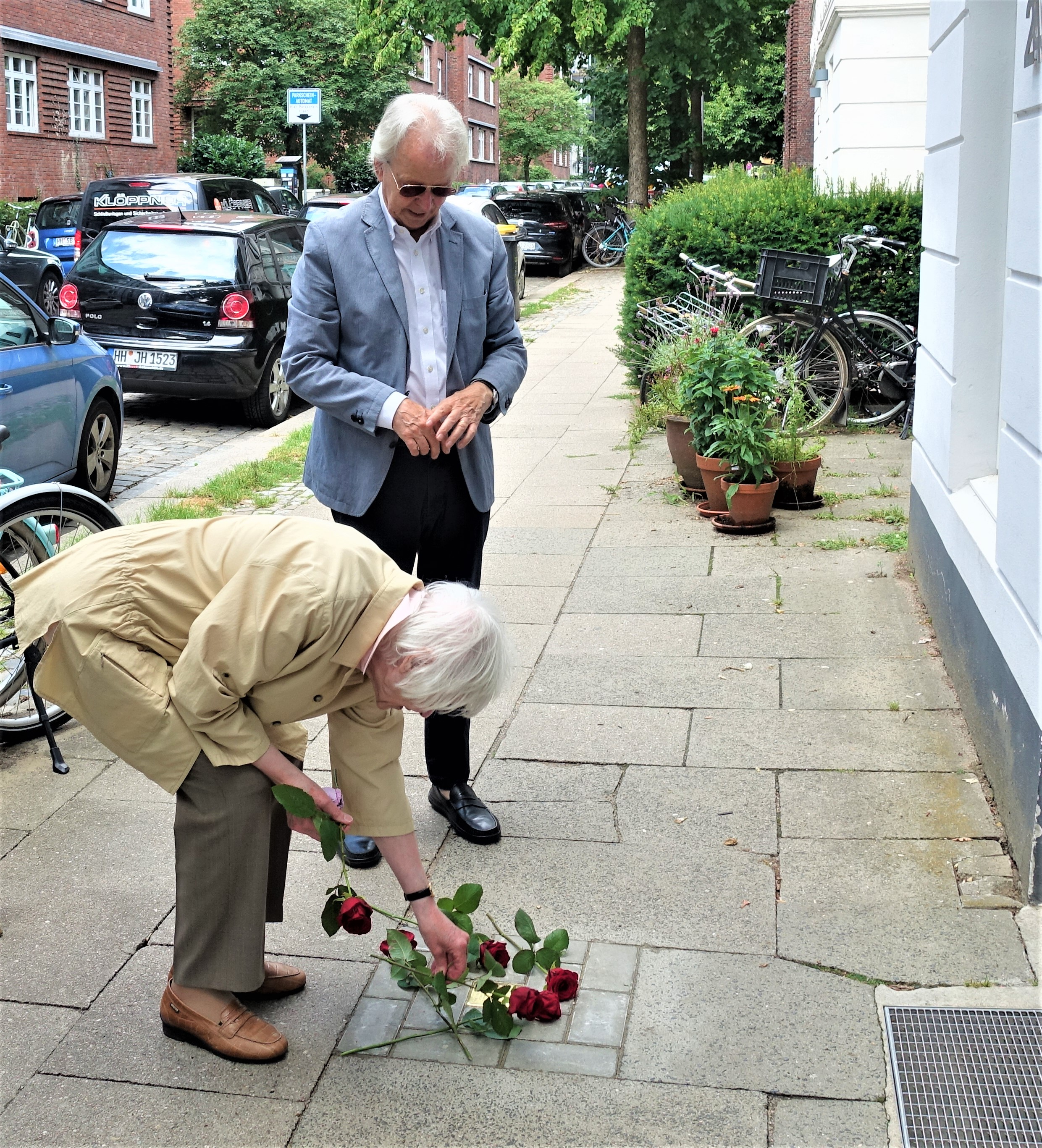
Stolpersteineinweihung von der Enkelin Ute Köhler und dem Projekt-Koordinator Peter Hess (Juli 2023)

1933 wurde er verhaftet und nach der Amnestie 1934 freigelassen. Als Mitglied der Widerstandsgruppe Bästlein-Jacob-Abshagen war er an einer Flugblattaktion gegen den Überfall auf die Sowjetunion 1941 in der DAG Düneberg (Pulverfabrik Düneberg) und der Dynamitfabrik Krümmel in Geesthacht beteiligt, wo er seit November 1939 arbeitete. Am 11. Dezember 1942 wurde er an seinem Arbeitsplatz in der Munitionsfabrik Krümmel verhaftet. Nach Kriegsende konnte der Verhaftungsgrund nicht ermittelt werden. Verschiedene Quellen (u. a. die Tochter Gertrud Köhler) vermuten Geiselnahme für seinen Sohn Hans Mahle, des späteren Gründungsmitglieds des NKFD als Grund. Von 1942 bis März 1943 war er im KZ Fuhlsbüttel, von dort bis Januar 1945 im KZ Sachsenhausen und danach im KZ Buchenwald inhaftiert. Dort starb er am 28. Februar 1945. Auch hier ist die Todesursache unbekannt. Nach Angaben von Angehörigen vermutlich an Typhus.

## Ehrung
- In der Gedenkstätte der Sozialisten in Berlin-Friedrichsfelde wird an ihn erinnert.[8]
- Im Juli 2023 wurde für Adolf Mahlmann in Hamburg-Nord in der Kegelhofstraße 24 ein Stolperstein verlegt.